# 東京瓦斯紡績
東京瓦斯紡績株式会社（とうきょうガスぼうせき）は、1896年（明治29年）に創業した紡績会社である。1906年に富士紡績（以下、富士紡と表記）と合併した。社名は製品のガス糸から採られた。

## 歴史
明治20年代。日本の綿紡績は目覚ましい発展を遂げたが、製品は太糸ばかりであり、細糸は輸入に頼っていた。国民生活の向上にともない細糸の需要は急増し、80番手のガス糸の価格が絹糸を上回る現象が生じるほどであった。実業家の日比谷平左衛門は日本でのガス糸の生産を目指し、1896年2月19日に資本金100万円をもって東京瓦斯紡績（以下、瓦斯紡と表記）を設立。東京の押上に工場を建設した。1898年の操業開始当初は60番手のガス糸を生産したが、輸入品にかなう品質の製品を作ることができなかった。日比谷は繊維工業の経験がなかったが、技術部員と苦心を重ねた結果、輸入品に劣らぬ製品を作ることに成功。1901年には年間3割の配当を出すほどの優良企業となった。好調な業績を見て、鐘紡から合併の申し入れがあったが、社内の反対が大きくこの提案を断った。すると、鐘紡が押上にほど近い亀戸に一大製糸工場を建設し対抗するとの噂が立った。そちらがその気ならこちらにも考えがある、と同業の富士紡との合併話が持ち上がった。富士紡側には異論がなかったものの、瓦斯紡側では合併反対の声が根強かった。その頃、日比谷は長年の会社経営の苦労から健康を害しており、信頼に足る後継者がいれば経営を任せて静養したいとの希望を持っていた。
富士紡は、創業間もなく経営不振に陥った際に、発起人の一人である森村市左衛門から日比谷に対し協力が懇願された。日比谷はこの話を引き受けたが、富士紡は東京から遠く離れた静岡県小山町にあり、陣頭指揮に通うことは困難であった。そこで、かつて鐘紡向島工場を任されていた和田豊治を推挙した。鐘紡には、慶應義塾の同窓の武藤山治が兵庫工場を任されており、社内で和田と勢力を競い合っていたが、メインバンクである三井銀行の命で和田が欧米の視察旅行に赴いている間に鐘紡は武藤の実力下に入っていた。富士紡に入り専務として事業を立て直した和田であれば信頼に足ると、合併話が進展し、1906年7月14日の富士紡の臨時株主総会で合併の決議が成立した。
瓦斯紡は資本金こそ富士紡の半分に満たないものの、業績面では富士紡をしのぐ優良企業であるとの自負があり、あくまで対等合併であるとの考えが強かった。日比谷は合併後の社名に「瓦斯」の文字を入れるよう主張し、受け入れられないなら合併交渉を打ち切ると主張。和田は当初社名改称を重く考えてはいなかったが、日比谷の強硬な態度に憤然とし、小山を去り東京向島の自宅に引き揚げた。富士紡の重役が総出で日比谷の自宅を訪れ懇願したが、態度は依然として強硬であった。富士紡監査役の伊東要蔵は、翌日早朝に単身で和田邸を訪れて説得した。「君の使命は日本の工業を背負って立つことではないか。社名に『瓦斯』の二文字を加えたからと言って君を不見識という者などいない。些細なことに固執して合併を破談にしたら識者の失笑を招くところだ。重役の立場を離れ、親友として言う。考え直してくれないか」和田は承諾し、晴れやかな表情で筆を執って社名変更と役員・職員の賞与についての覚書をしたためた。こうして1906年9月17日に瓦斯紡と富士紡は合併し、翌日より「富士瓦斯紡績株式会社」と社名を改めた。
かつての瓦斯紡の工場であった富士瓦斯紡績押上工場は、1923年の関東大震災で全焼した。同地での工場再建を断念し、1924年9月に敷地を内務省復興局に売却。これに代わり、震災前からの案件であった愛知県の協同紡績を1925年3月に合併した。押上工場跡地は現在の墨田区横川一丁目にあたり、1932年（昭和7年）より浅草区南元町（現在の台東区蔵前）から移転した日本専売公社東京工場が操業した。2015年に渋谷より移転したたばこと塩の博物館はこの近くにある。
1945年12月22日に開催された第100回定時株主総会で、創立50周年を機に社名を富士紡績株式会社に戻す定款変更の議案が可決され、社名から『瓦斯』の文字が外された。